# Plac Jana Pawła II we Wrocławiu

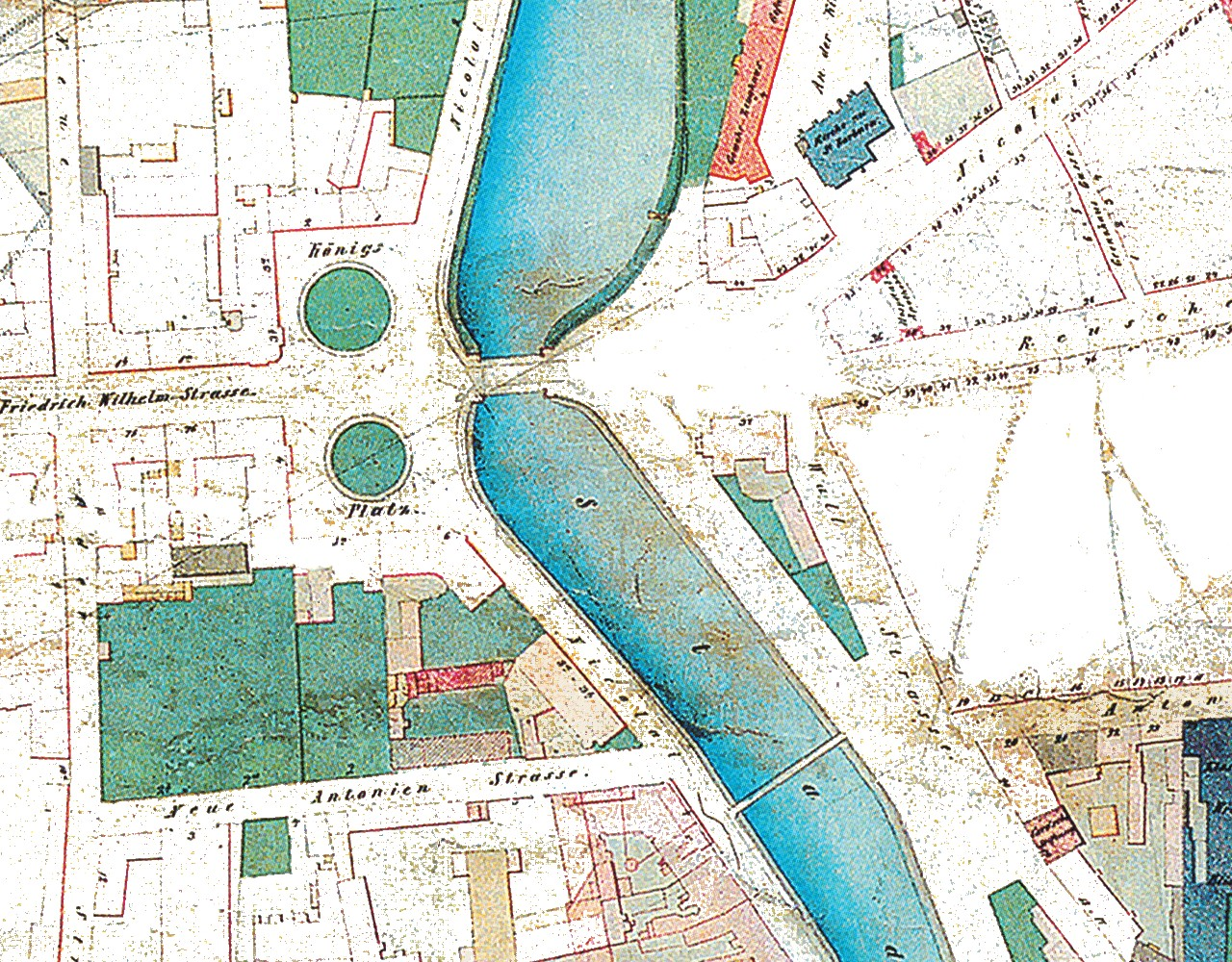
Königsplatz z dwoma okrągłymi zieleńcami ok. 1865, przed powiększeniem i przed zburzeniem Königsbrücke

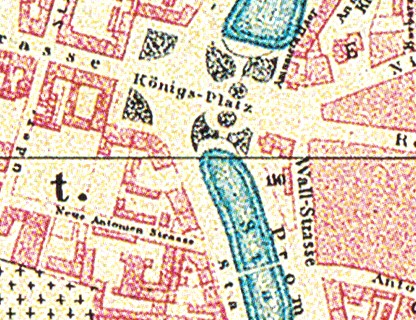
Ten sam plac w 1873, po rozbudowie związanej z likwidacją mostu i zasypaniem części fosy

Plac Jana Pawła II – obszerny plac w ścisłym centrum Wrocławia, powstały krótko po zdobyciu miasta przez wojska napoleońskie w 1807 i zburzeniu wkrótce potem – na rozkaz zwycięzców – fortyfikacji miejskich.

## Historia placu
Na terenach, które powstały po zburzeniu murów urządzono w 1813 ciąg spacerowy, a stojąca nad fosą Brama Mikołajska (wiodły od niej w kierunku Rynku dwie ulice: Ruska i św. Mikołaja) została zburzona w 1820. Przez Fosę Miejską przerzucono w 1822 żeliwny most, nazwany Królewskim (Königsbrücke), skąd prowadził dalej na zachód trakt (obecna ulica Legnicka) w kierunku Leśnicy i Środy Śląskiej.
Pierwsze założenia urbanistyczne dla placu na przedpolu Bramy Mikołajskiej wykonane zostały w 1815 przez C. F. Langhansa. Ostatecznie, po zburzeniu bramy i wybudowaniu mostu, utworzono w tym miejscu (1823) prostokątny plac o powierzchni około 0,5 hektara, który nazwano po prostu placem przed Mostem Królewskim (An-der-Königsbrücke-Platz), później placem Królewskim (Königsplatz). Po niespełna pół wieku (1866), w związku z rozwojem potrzeb komunikacyjnych miasta, most Królewski zlikwidowano (znajdujący się pod mostem odcinek fosy został zasypany, pozostawiono tylko podziemny kanał łączący wody rozdzielonych części fosy), a sam plac został wedle projektu budowniczego miejskiego Hansa Zimmermanna poszerzony i wzbogacony o dalsze zieleńce i kwietniki; jego powierzchnia wzrosła – głównie kosztem zasypanej części fosy – do 1,5 hektara. Na północnym skraju placu, w osi fosy, ustawiono pomnik Ottona von Bismarcka (1900), a naprzeciw, na skraju południowym – fontannę z rzeźbami Ernsta Segera przedstawiającymi „Walkę i Zwycięstwo” (1905) – Fontanna Alegoria Walki i Zwycięstwa. Fontannę tę wraz z rzeźbami w 1970 przesunięto – w wyniku rosnących wciąż potrzeb komunikacyjnych – o kilka metrów na południe.
W 1945 większość zabudowań przy placu została zburzona w wyniku zniszczeń w czasie oblężenia Festung Breslau, a pomnik Bismarcka krótko po kapitulacji miasta (fontanna po przeciwnej stronie zachowała się do dziś). Zachowała się tylko bogata kamienica czynszowa z 1841 (przebudowana w 1879 na neorenesansowy pałac, później siedziba Śląskiego Towarzystwa Ubezpieczeń od Ognia) po stronie południowo-zachodniej (na rogu Podwala), obecnie siedziba Akademii Muzycznej. W 1945 plac przemianowano, nadając mu nazwę 1 Maja.
W 1967 przy placu wzniesiono biurowiec „Cuprum”. W latach 1979–1981 wybudowano pod skrzyżowaniem podziemne przejścia dla pieszych (ostatecznie oddane do eksploatacji w marcu 1984; odtworzono w nim częściowo układ fundamentów Bramy Mikołajskiej, ale nie wyeksponowano ich pozostałości; ponadto zlikwidowano pętlę tramwajową znajdującą się przed biurowcem „Cuprum”).
1 stycznia 2006 patronem placu został zmarły poprzedniego roku papież Jan Paweł II. W maju 2015 zakończono rozbiórkę biurowca „Cuprum”.

## Transport publiczny
Przez plac Jana Pawła II kursują linie tramwajowe:
- 3 Leśnica – Księże Małe
- 10 Leśnica – Biskupin
- 21 Tarczyński Arena (Królewiecka) – Gaj
- 12 Kozanów (Dokerska) – Sępolno

oraz linie autobusowe:
- 102 pl. Jana Pawła II – Kosmonautów (Szpital)
- 103 pl. Jana Pawła II – Pracze Odrzańskie
- 122 Muchobór Wielki (Roślinna) – Dworzec Autobusowy
- 127 Kozia – Zwycięska
- 132 Oporów – Kromera
- 142 Nowy Dwór (Pętla) – Karłowice
- 144 Zwycięska – Polanowice
- 240 Dworzec Główny PKP – Dworzec Nadodrze
- 243 Leśnica (Wrocław) – Księże Wielkie
- 245 Pracze Odrzańskie – Bieńkowice
- 250 Dworzec Nadodrze – Dworzec Główny PKP
- 253 Sępolno – Leśnica – Bartoszowice